# Trøa
Trøa is een plaats in de Noorse gemeente Selbu, provincie Trøndelag. Trøa telt 200 inwoners (2007) en heeft een oppervlakte van 0,27 km².